# Apogonia subrugipennis
Apogonia subrugipennis är en skalbaggsart som beskrevs av Moser 1917. Apogonia subrugipennis ingår i släktet Apogonia och familjen Melolonthidae. Inga underarter finns listade i Catalogue of Life.